# Jamie Hacking
Jamie Hacking (Oswaldtwistle, 30 juni 1971) is een Brits-Amerikaans motorcoureur. Hij werd driemaal kampioen in verschillende klassen van het Amerikaans kampioenschap wegrace.

## Carrière
Op vijfjarige leeftijd kreeg Hacking van zijn vader een motorfiets, waarop hij zijn motorsportcarrière begon. Toen hij negen jaar was, verhuisde zijn familie naar de Verenigde Staten. Op twaalfjarige leeftijd reed hij voor het eerst in lokale motorcrossraces, en won hij een BMX-kampioenschap. Vervolgens stapte hij over naar het dirttrack en kreeg hij support van Kawasaki en Honda. In 1994 maakte hij de overstap naar het wegrace, waarin hij in verschillende Amerikaanse kampioenschappen reed.
In 1997 debuteerde Hacking in de Supersport-klasse van het Amerikaans kampioenschap wegrace op een Kawasaki en behaalde een pole position. In 1998 stapte hij over naar de superbike-klasse, waarin hij op een Yamaha reed. Bij zijn debuut op de Daytona International Speedway werd hij direct derde, maar hij moest een groot deel van het jaar missen vanwege een blessure. Desondanks werd hij achtste in de eindstand en werd hij uitgeroepen tot de beste rookie van het jaar. Ook debuteerde hij dat jaar in het wereldkampioenschap superbike op een Yamaha als wildcardcoureur tijdens de races op Laguna Seca, waarin hij tiende en zevende werd.
In 1999 reed Hacking in zowel de superbike- als Supersport-klasse in het Amerikaans kampioenschap superbike. In de Supersport-klasse won hij twee races, terwijl hij in de superbike-klasse een aantal podiumplaatsen behaalde en negende werd in de eindstand. Dat jaar reed hij wederom in de races op Laguna Seca van het WK superbike, waarin hij ditmaal achtste en dertiende werd. In 2000 werd hij tiende in het Amerikaans kampioenschap superbike. In 2001 stapte hij binnen deze klasse over naar een Suzuki en won zijn eerste race op Road Atlanta. Hierdoor werd hij met 267 punten achtste in de eindstand. In 2002 won hij geen races en zakte hij naar de tiende plaats in het kampioenschap.
In 2003 keerde Hacking terug naar de Supersport-klasse en debuteerde hij binnen het Amerikaans kampioenschap ook in de Formula Xtreme. In de Supersport won hij vier races en werd hij voor het eerst gekroond tot kampioen in de klasse. In de Formula Xtreme werd hij zesde met twee zeges. In 2004 nam hij deel aan de Supersport- en Superstock-klassen, waarin hij respectievelijk als achtste en tweede eindigde; in de laatste klasse won hij ook vier races. In 2005 reed hij opnieuw in beide klassen, waarin hij twaalfde en dertiende. In de Supersport behaalde hij dat jaar twee overwinningen, terwijl hij in de Superstock een zege behaalde. In 2006 werd hij kampioen in zowel de Supersport als de Superstock met zeven en zes overwinningen.
In 2007 stapte Hacking over naar een Kawasaki, waarvoor hij terugkeerde in het Amerikaans kampioenschap superbike en actief bleef in de Supersport-klasse. In de superbike behaalde hij vier podiumplaatsen, terwijl hij in de Supersport met twee overwinningen tweede werd achter Roger Lee Hayden. In 2008 behaalde hij acht podiumplaatsen in de superbike en werd vijfde in het kampioenschap. Ook maakte hij dat jaar zijn debuut in de MotoGP-klasse van het wereldkampioenschap wegrace voor het fabrieksteam van Kawasaki tijdens zijn thuisrace als eenmalige vervanger van de geblesseerde John Hopkins, en eindigde hierin als elfde. In 2009 keerde hij terug naar het WK superbike, waarin hij tijdens drie raceweekenden op een Kawasaki inviel voor de geblesseerde Makoto Tamada. Hij werd in zijn eerste race in Salt Lake City direct zevende, maar scoorde hierna geen punten meer. Dit waren de laatste races van Hacking als motorcoureur.